# Herman Li
Herman Li (chiń. 李康敏; pinyin Lǐ Kāngmǐn; ur. 3 października 1976 w Hongkongu) – chiński muzyk, kompozytor i gitarzysta. Działalność artystyczną rozpoczął w 1993 roku w formacji Demoniac. Od 1999 roku występuje w grupie muzycznej DragonForce, której był współzałożycielem. Li jako główną inspirację wymienił gitarzystę Johna Petrucciego.

## Instrumentarium
| Gitary - Ibanez Herman Li Signature Model EGEN 18TVF - Ibanez S 6 String - Custom 24 frets, S540FM, S540LTD, Prestige S2170FB, S470 - Ibanez S 7 String - 540S7BK - Ibanez Jem7BSB - Ibanez Acoustics - PRS Modern Eagle - Ibanez RG2228 8 String Wzmacniacze i kolumny głośnikowe - Mesa Boogie Stereo 50/50 stereo rack power amp - Laney TT100H Amplifier Head - Laney TT412S Speakers Cabinet - Peavey JSX 4x12 Straight Speaker Cabinets - Marshall 1960B Cabinets Struny i kostki gitarowe - D'Addario XL 7 strings - .009 .011 .016 .024 .032 .042 .054 - D'Addario XL 6 strings - .009 .011 .016 .024 .032 .042 - Jim Dunlop 2.0mm picks - Jim Dunlop Stubby 3.0mm picks |  | Efekty gitarowe - DiMarzio Evolution Pickups - Rocktron Prophesy II - Rocktron All Access - Rocktron MIDI Mate - Source Audio Hot Hand - MIDIjet Pro Wireless Midi System - DigiTech Whammy 2 - Dunlop CryBaby DCR-2SR rack wah - Ibanez Weeping Demon - Rocktron PatchMate - Rocktron Xpression - Rocktron Intellifex XL - Korg DTR-2000 - Furman Power Conditioner - Morley Bad Horsie 2 Contour Wah - Ernie Ball Volume Pedal - DigiTech EX-7 - Rocktron Banshee Talk Box - Ibanez TS9 |

## Nagrody i wyróżnienia
| Rok  | Kategoria      | Tytułem   | Nagroda                         | Nota | Źródło |
| ---- | -------------- | --------- | ------------------------------- | ---- | ------ |
| 2005 | Shredder Award | Herman Li | Metal Hammer Golden Gods Awards | Laur | [ 6 ]  |
| 2009 | Shredder(s)    | Herman Li | Metal Hammer Golden Gods Awards | Laur | [ 7 ]  |